# Charpey
Charpey est une commune française située dans le département de la Drôme, en région Auvergne-Rhône-Alpes.

## Géographie

### Situation et description
Charpey est située à environ 20 km à l'est de Valence. Bien que d'aspect essentiellement rural, la commune est rattachée à la communauté d'agglomération Valence Romans Agglo.

### Relief et géologie
Sites particuliers :
- le Col de Toutes Aures[1].

### Hydrographie
La commune est arrosée par les cours d'eau suivants :
- la Barberolle qui indique, au nord, la limite avec la commune de Bésayes. Elle se jette dans le Rhône (commune de Bourg-lès-Valence) ;
- le Béal de Rose, affluent du Guimand ;
- la Boisse, affluent du Guimand ;
- le Guimand, affluent de la Véore (commune de Beaumont-lès-Valence).

### Climat
Pour des articles plus généraux, voir Climat d'Auvergne-Rhône-Alpes et Climat de la Drôme.
En 2010, le climat de la commune est de type climat méditerranéen altéré, selon une étude du CNRS s'appuyant sur une série de données couvrant la période 1971-2000. En 2020, Météo-France publie une typologie des climats de la France métropolitaine dans laquelle la commune est exposée à un climat de montagne ou de marges de montagne et est dans la région climatique  Moyenne vallée du Rhône, caractérisée par un bon ensoleillement en été (fraction d’insolation > 60 %), une forte amplitude thermique annuelle (4 à 20 °C), un air sec en toutes saisons, orageux en été, des vents forts (mistral), une pluviométrie élevée en automne (250 à 300 mm). 
Pour la période 1971-2000, la température annuelle moyenne est de 11,9 °C, avec une amplitude thermique annuelle de 17,4 °C. Le cumul annuel moyen de précipitations est de 993 mm, avec 8,1 jours de précipitations en janvier et 5,7 jours en juillet. Pour la période 1991-2020, la température moyenne annuelle observée sur la station météorologique de Météo-France la plus proche, « Rochefort-Samson_sapc »sur la commune de Rochefort-Samson à 6 km à vol d'oiseau, est de 12,4 °C et le cumul annuel moyen de précipitations est de 1 024,4 mm,. Pour l'avenir, les paramètres climatiques de la commune estimés pour 2050 selon différents scénarios d'émission de gaz à effet de serre sont consultables sur un site dédié publié par Météo-France en novembre 2022.

## Urbanisme

### Typologie
Au 1er janvier 2024, Charpey est catégorisée bourg rural, selon la nouvelle grille communale de densité à 7 niveaux définie par l'Insee en 2022.
Elle est située hors unité urbaine. Par ailleurs la commune fait partie de l'aire d'attraction de Valence, dont elle est une commune de la couronne,. Cette aire, qui regroupe 71 communes, est catégorisée dans les aires de 200 000 à moins de 700 000 habitants,.

### Occupation des sols
L'occupation des sols de la commune, telle qu'elle ressort de la base de données européenne d’occupation biophysique des sols Corine Land Cover (CLC), est marquée par l'importance des territoires agricoles (87 % en 2018), en diminution par rapport à 1990 (88,7 %). La répartition détaillée en 2018 est la suivante : 
terres arables (72,8 %), zones agricoles hétérogènes (14,2 %), forêts (8,1 %), espaces verts artificialisés, non agricoles (2,6 %), zones urbanisées (2,3 %). L'évolution de l’occupation des sols de la commune et de ses infrastructures peut être observée sur les différentes représentations cartographiques du territoire : la carte de Cassini (XVIIIe siècle), la carte d'état-major (1820-1866) et les cartes ou photos aériennes de l'IGN pour la période actuelle (1950 à aujourd'hui).

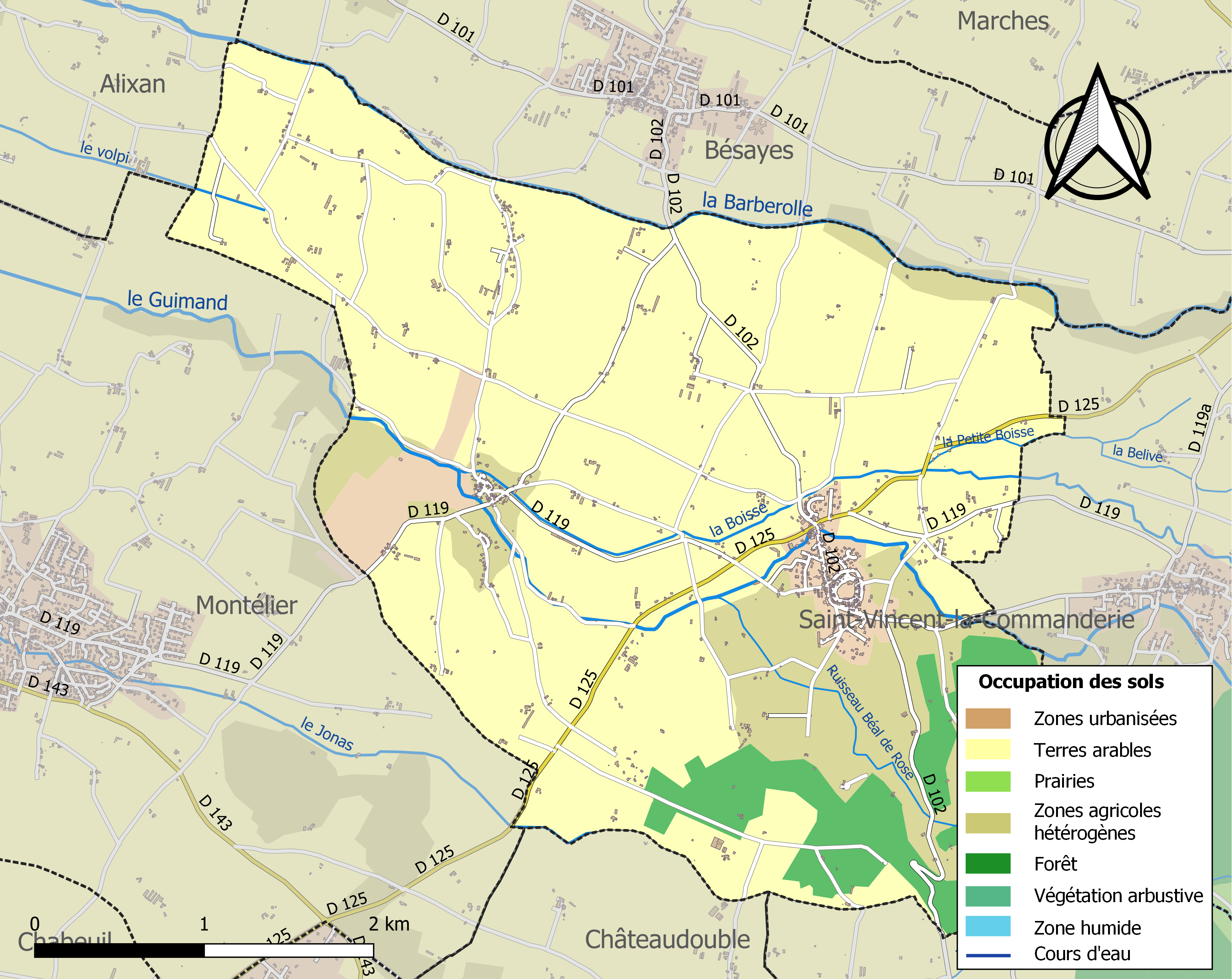
Carte des infrastructures et de l'occupation des sols de la commune en 2018 (CLC).

### Morphologie urbaine
Le bourg est situé sur un promontoire.

#### Quartiers, hameaux et lieux-dits
Site Géoportail (carte IGN) :
- Baratier
- Béjalas
- Blache Rousse
- Bricard
- Chanouillet
- Gaudon
- Gervanne
- Grisard
- Jean-Louis
- la Fontaine
- la Garenne
- la Sapine
- le Bachat
- le Bois Percé
- le Château
- le Galon
- les Alleux
- les Baumes
- les Beriches
- les Blaches
- les Blettiers
- les Bocances
- les Bonneries
- les Chaux
- les Clelles
- le Serre
- les Gallanchères
- les Gorets
- les Grands Prés
- les Jobies
- les Joncs
- les Longs
- les Mansardes
- les Marais
- les Meilles
- les Moines
- les Palaives
- les Prêles
- les Ramières
- les Rattiers
- les Robins
- les Rousses
- les Taches
- les Terratus
- les Vaches
- les Vernaies
- les Vignettes
- les Virolles
- le Vignolas
- l'Hôtel
- Rosette
- Saint-Didier
- Serre des Moulins
- Thomé

Anciens quartiers, hameaux et lieux-dits :
- les Abreuvoirs, nom d'un canal et d'un quartier, attestés en 1891[14].
- les Aillasses, nom d'un béal (petit canal d'irrigation) et d'un quartier, attestés en 1891. Ils étaient dénommés les Allias en 1494 (archives de la Drôme, E 328)[15].

## Toponymie

### Attestations
Dictionnaire topographique du département de la Drôme :
- 1070 : castrum de Carpiaco (cartulaire de Romans, 275) ;
- XIIe siècle : Charpei (chartes valent.) ;
- 1199 : Charpe (cartulaire de Léoncel, 64) ;
- 1277 : castrum de Charpeio (Duchesne, Comtes de Valentinois, 11) ;
- 1284 : castrum Charpeyi et Charpeyum (cartulaire de Léoncel, 253 et 254) ;
- XIVe siècle : mention de la paroisse : capella de Charpeyo (pouillé de Valence) ;
- 1449 : mention du mandement : mandamentum Charpayssii (terrier de Venaison) ;
- 1540 : mention de la paroisse : cura Charpey (pouillé de Valence) ;
- 1487 : homines Charpeysii (S. de Boissieu, Traité du plait., 24) ;
- 1891 : Charpey, commune du canton du Bourg-de-Péage.

## Histoire
Pour un article plus général, voir Histoire de la Drôme.

### Antiquité: les Gallo-romains
Des monnaies romaines ont été découvertes sur le territoire de la commune.

### Du Moyen Âge à la Révolution
La seigneurie :
- La terre ou seigneurie de Charpey, qui comprenait à l'origine tout le mandement de ce nom, mais de laquelle furent démembrées au XIIe siècle la paroisse de Saint-Vincent et au XIIIe siècle celle de Saint-Didier, était du patrimoine des comtes de Valentinois.
- 1398 à 1437 : elle est engagée aux Roussillon.
- 1444 : elle est donnée en viager à Gaubert des Massues.
- Elle passe à Robert de Grammont.
- 1494 : vendue (sous faculté de rachat) aux Lattier (Lattier de Bayanne[17]).
- 1615 : passe (par mariage) aux Clermont-Chatte (ces derniers possédaient un petit château en contrebas de la butte où est établi le village[réf. nécessaire]).
- Milieu XVIIIe siècle : passe (par héritage) aux Caillebot de la Salle, derniers seigneurs de Charpey.

1345 : dans le cadre des conflits armés entre les comtes de Valentinois et les évêques de Valence, Charpey est dévasté par les troupes épiscopales. L'église Saint-Nicolas a été partiellement détruite ; elle sera réparée en 1388[réf. nécessaire].
1577 : pendant les guerres de Religion, Charpey est à nouveau dévasté et l'église Saint-Nicolas à nouveau détruite ; elle sera reconstruite[réf. nécessaire].
Démographie :
- 1689 (démographie) : 400 chefs de famille[16].
- 1789 (démographie) : 367 chefs de famille[16].

Avant 1790, Charpey était une communauté de l'élection et subdélégation de Valence et de la sénéchaussée de Crest.

Elle comprenait les paroisses de Bésayes, Charpey, Saint-Didier [de Charpey] et Saint-Vincent, toutes quatre du diocèse de Valence. Celle de Charpey en particulier avait saint Nicolas pour patron et son curé pour décimateur. Le mandement de Charpey avait la même étendue que la communauté de ce nom.

### De la Révolution à nos jours
En 1790, la communauté de Charpey devient une municipalité du canton de Montélier. La réorganisation de l'an VIII (1799-1800) en fait une commune du canton du Bourg-de-Péage.
1873 : Bésayes devient une commune distincte.
1953 : Saint-Vincent devient une commune distincte[réf. nécessaire].

## Politique et administration

### Liste des maires
| Période                                                                      | Période                       | Identité                           | Étiquette        | Qualité                      |
| ---------------------------------------------------------------------------- | ----------------------------- | ---------------------------------- | ---------------- | ---------------------------- |
| Les données manquantes sont à compléter. : de la Révolution au Second Empire |                               |                                    |                  |                              |
| 1790                                                                         | 1871                          | ?                                  |                  |                              |
| Les données manquantes sont à compléter. : depuis la fin du Second Empire    |                               |                                    |                  |                              |
| 1871                                                                         | 1874                          | ?                                  |                  |                              |
| 1874                                                                         | 1878                          | ?                                  |                  |                              |
| 1878                                                                         | 1884                          | ?                                  |                  |                              |
| 1884                                                                         | 1888                          | ?                                  |                  |                              |
| 1888                                                                         | 1892                          | ?                                  |                  |                              |
| 1892                                                                         | 1896                          | ?                                  |                  |                              |
| 1896                                                                         | 1900                          | Jean-François Ferrand              |                  |                              |
| 1900                                                                         | 1902                          | Julien Clément                     |                  |                              |
| 1903 (élection ?)                                                            | 1904                          | Alexandre Arlot                    |                  |                              |
| 1904                                                                         | 1905                          | Alexandre Arlot                    |                  | maire sortant                |
| 1905 (élection ?)                                                            | 1908                          | Ernest Castaing                    |                  |                              |
| 1908                                                                         | 1912                          | Ernest Castaing                    |                  | maire sortant                |
| 1912                                                                         | 1919                          | Léonce Blache                      |                  |                              |
| 1919                                                                         | 1922                          | Henri Bosc                         |                  |                              |
| 1922 (élection ?)                                                            | 1925                          | ?                                  |                  |                              |
| 1925                                                                         | 1929                          | ?                                  |                  |                              |
| 1929                                                                         | 1935                          | ?                                  |                  |                              |
| 1935                                                                         | 1945                          | ?                                  |                  |                              |
| 1945                                                                         | 1947                          | ?                                  |                  |                              |
| 1947                                                                         | 1953                          | ?                                  |                  |                              |
| 1953                                                                         | 1959                          | ?                                  |                  |                              |
| 1959                                                                         | 1965                          | ?                                  |                  |                              |
| 1965                                                                         | 1971                          | Lucien Reymond                     |                  |                              |
| 1971                                                                         | 1977                          | Lucien Reymond                     |                  | maire sortant                |
| 1977                                                                         | 1983                          | Lucien Reymond                     |                  | maire sortant                |
| 1983                                                                         | 1989                          | Lucien Reymond                     |                  | maire sortant                |
| 1989                                                                         | 1995                          | Lucien Reymond                     |                  | maire sortant                |
| 1995                                                                         | 2014                          | Christian Dasse-Vinay              | (sans étiquette) |                              |
| 2001                                                                         | 2008                          | Christian Dasse-Vinay              |                  | maire sortant                |
| 2008                                                                         | 2014                          | Christian Dasse-Vinay              |                  | maire sortant                |
| 2014                                                                         | 2020                          | Jean-François Comte                | (sans étiquette) | retraité (fonction publique) |
| 2020                                                                         | En cours (au 11 janvier 2021) | Lydie Vesseix[source insuffisante] | (sans étiquette) |                              |

## Population et société

### Démographie
L'évolution du nombre d'habitants est connue à travers les recensements de la population effectués dans la commune depuis 1793. Pour les communes de moins de 10 000 habitants, une enquête de recensement portant sur toute la population est réalisée tous les cinq ans, les populations de référence des années intermédiaires étant quant à elles estimées par interpolation ou extrapolation. Pour la commune, le premier recensement exhaustif entrant dans le cadre du nouveau dispositif a été réalisé en 2008.

En 2022, la commune comptait 1 539 habitants, en évolution de +12,58 % par rapport à 2016 (Drôme : +2,64 %, France hors Mayotte : +2,11 %).
| 1793  | 1800  | 1806  | 1821  | 1831  | 1836  | 1841  | 1846  | 1851  |
| ----- | ----- | ----- | ----- | ----- | ----- | ----- | ----- | ----- |
| 2 429 | 2 546 | 2 628 | 2 693 | 2 770 | 2 717 | 2 721 | 2 752 | 2 842 |

| 1856  | 1861  | 1866  | 1872  | 1876  | 1881  | 1886  | 1891  | 1896  |
| ----- | ----- | ----- | ----- | ----- | ----- | ----- | ----- | ----- |
| 2 582 | 2 610 | 2 503 | 2 376 | 1 584 | 1 481 | 1 419 | 1 338 | 1 273 |

| 1901  | 1906  | 1911  | 1921  | 1926  | 1931  | 1936  | 1946 | 1954  |
| ----- | ----- | ----- | ----- | ----- | ----- | ----- | ---- | ----- |
| 1 239 | 1 198 | 1 123 | 1 027 | 1 008 | 1 034 | 1 031 | 960  | 1 033 |

| 1962 | 1968 | 1975 | 1982 | 1990 | 1999 | 2006  | 2008  | 2013  |
| ---- | ---- | ---- | ---- | ---- | ---- | ----- | ----- | ----- |
| 659  | 630  | 637  | 739  | 806  | 901  | 1 164 | 1 238 | 1 274 |

| 2018  | 2022  | - | - | - | - | - | - | - |
| ----- | ----- | - | - | - | - | - | - | - |
| 1 468 | 1 539 | - | - | - | - | - | - | - |

### Services et équipements
- Poste[réf. nécessaire].

### Enseignement
La commune est rattachée à l'académie de Grenoble.

### Manifestations culturelles et festivités
- Fête patronale : du 10 au 22 janvier[13].
- Fête communale : le dernier dimanche d'avril[13].
- Fête à Saint-Didier : le premier dimanche d'août[13].

### Loisirs
- Jeu de boules[réf. nécessaire].
- Pêche[13].

### Médias
- Le Dauphiné libéré est un quotidien régional distribué sur l'agglomération de Valence. Il a une rédaction valentinoise.
- L'Écho Drôme Ardèche est un journal économique, basé à Valence. Il couvre les deux départements précités[23].
- Drôme Hebdo (anciennement Peuple Libre) est un journal hebdomadaire catholique basé à Valence. Il couvre l'actualité de tout le département de la Drôme.
- L'Agriculture Drômoise est un journal agricole et rural. Il couvre l'actualité de tout le département de la Drôme.
- La commune est située sur l'aire de diffusion de Ici Drôme Ardèche, une radio publique également diffusée dans tout les départements de la Drome et de l'Ardèche.

## Économie

### Agriculture
En 1992 : céréales, vergers, porcins, caprins, ovins.
- Foires : les 22 janvier, 8 septembre, 2 novembre[13].

### Commerce
Epicerie dans la ruelle de la Barricade[réf. nécessaire].

## Culture locale et patrimoine

### Lieux et monuments
- Village pittoresque : ruelles en escaliers, voûtes, puits communal[13].

Village circulaire, traces de l'ancien rempart, quelques maisons anciennes à meneaux, souvent remaniées[réf. nécessaire].
- Restes du vieux château des sires de Lattier, transformé en maison d'habitation (bossages, arcades)[réf. nécessaire].
- Maisons de maître du XIXe siècle[réf. nécessaire].
- Église Saint-Didier de Saint-Didier (XIXe siècle)[13].

Église Saint-Nicolas, perchée en haut du village sur l'ancienne motte castrale (clocher de type alpin refait au XIXe siècle)[réf. nécessaire].
- Chapelle (à Saint-Didier)[13].
- Ancienne mairie-école, bâtie en 1903[réf. nécessaire].

### Patrimoine culturel
- Artisanat d'art[13].

### Personnalités liées à la commune
- Jean Borrel, dit Johannes Buteo ou Jean Buteo, ou Botéon (né en 1492 à Charpey (paroisse de Bésayes), mort en 1564) : mathématicien français qui a travaillé à la résolution de la célèbre énigme de la quadrature du cercle.
- Louis Annet de Clermont de Chaste de Roussillon (né en 1662 à Charpey, mort en 1721), évêque-duc de Laon.

### Héraldique, logotype et devise
| Blason de Charpey | Blason  | Écartelé: au 1er de gueules à l'aigle essorante d'or et au chef du même chargé de trois croisettes de gueules, au 2e d'or à la bande d'azur chargée de trois étoiles d'argent, au 3e d'or à six annelets de gueules 3, 2 et 1, au 4e contre-écartelé aux I et IV de gueules à la clé contournée et posée en bande d'argent, aux II et III d'azur à la fleur de lis d'or; sur le tout, d'or à l'aigle de sable soutenue d'une fleur de lis du même et au chef d'azur à la croix d'or. |
| Blason de Charpey | Détails | Le statut officiel du blason reste à déterminer. |